# Rebelia islamska na Synaju
Rebelia islamska na Synaju – rozpoczęła się w 2011 po obaleniu egipskiego prezydenta Husniego Mubaraka wskutek rewolucji. Za rebelią stało 12 tysięcy bojowników, głównie miejscowych Beduinów i islamskie ugrupowanie Ansar asz-Szari’a.
Latem 2011 tymczasowy rząd wojskowy pod dowództwem marszałka Muhammada Husajna Tantawiego rozpoczął antyterrorystyczną operację pod kryptonimem „Orzeł”. Jednak ataki na rządowe i zagraniczne placówki ponownie miały miejsce w połowie 2012. W maju 2013, w następstwie uprowadzenia egipskich oficerów, przemoc na Synaju wybuchła po raz kolejny. Eskalacja przemocy miała miejsce również po zamachu stanu z 3 lipca 2013.

## Tło
Półwysep Synaj został zdemilitaryzowany po podpisaniu traktatu pokojowego między Izraelem, a Egiptem. Rządzący od 1980 Husni Mubarak prowadził politykę, która zapewniała stabilizacje i bezpieczeństwo na półwyspie, jednak po jego upadku w 2011 uaktywniły się tam grupy islamistyczne oraz nadciągali tam dżihadyści.

## Przebieg
Pierwsze ataki partyzanckie miały miejsce pod koniec lutego 2011, czyli dwa tygodnie po obaleniu Husniego Mubaraka. Sporadyczne ataki koncentrowały się na Gazociągu Arabskim, biegnący przez Jordanię, Syrię i Liban. Ataki te powodowały stale zakłócania dostaw egipskiego gazu do całego regionu Bliskiego Wschodu.
30 lipca 2011 bojownicy przeprowadzili pierwszy atak na egipskie służby bezpieczeństwa. Wówczas islamiści zaatakowali posterunek policji w Al-Arisz, zabijając sześciu policjantów. 2 sierpnia 2011 grupa islamistów z Synaju ogłosiła, iż jest skrzydłem Al-Ka’idy mający zamiar utworzyć kalifat na Półwyspie Synaj. W odpowiedzi na to 14 sierpnia 2011 egipskie wojsko rozpoczęło operację „Orzeł” mająca stłumić rebelię islamistów. Na Synaju rozlokowanych zostało 2,5 tys. żołnierzy wraz z 250 pojazdami opancerzonymi.
Mimo alertu na Synaju 18 sierpnia 2011 doszło do ataku na autobus w południowej części Izraela. Za atakiem stał palestyński Hamas współpracujący prawdopodobnie z egipskimi rebeliantami z Synaju. Operacja antyterrorystyczna zmniejszyła liczbę sabotaży, za którymi stali partyzanci i ukróciła ataki na obiekty rządowe.
Względny spokój trwał do 5 sierpnia 2012 doszło do ataku na egipską bazę wojskową tuż przy przejściu granicznym Kerem Szalom z Izraelem, podczas którego zginęło 16 żołnierzy. Po tym incydencie armia uruchomiła kolejną antyterrorystyczną operację pod kryptonimem „Synaj”. Przez pierwszy miesiąc jej trwania, zabito 32 bojowników podejrzanych o udział w ataku, z kolei aresztowano 38 innych.
Kolejny raz bojownicy dali o sobie znać w maju 2013 kiedy to porwali siedmiu funkcjonariuszy egipskich sił bezpieczeństwa. Porywacze nagrali film z zakładnikami proszący o spełnienie żądań terrorystów. Siły rządowe nie miały zamiaru ich spełniać, gdyż uruchomiły operację mającą na celu odbić zakładników. W dniach 20-21 maja 2013 wojsko wraz z policją przeczesywały wioski wzdłuż granicy z Izraelem. Zakładnicy zostali jednak uwolnieni 22 maja 2013 po negocjacjach między porywaczami a Beduinami.
Ponowny wzrost przemocy na Półwyspie Synaj miał miejsce po obaleniu Muhammada Mursiego 3 lipca 2013. Przez miesiąc od puczu na Synaju zabito 60 rebeliantów, raniono 63 i aresztowano 103 osoby. Najbardziej zuchwała akcja islamistów została przeprowadzona 19 sierpnia 2013. Wówczas dżihadyści zaatakowali mikrobusy przewożące nieuzbrojonych policjantów i dokonali egzekucję na 25 z nich. Napastnicy wyprowadzili niebędących na służbie funkcjonariuszy z mikrobusów, kazali im położyć się na ziemi, po czym oddali do nich strzały. Do zajścia doszło w pobliżu przejścia granicznego Rafah, między Egiptem a palestyńską Strefą Gazy.
3 września 2013 w ostrzale rakietowym i akcji śmigłowców w dwóch wsiach na południe od miasta Asz-Szajch Zuwajjid przy granicy z Izraelem zginęło 15 islamistów. 7 września 2013 podczas operacji pod Asz-Szajch Zuwajjid w której użyto czołgów i śmigłowców uderzeniowych, zabito 31 islamistów. Żołnierze przejęli również 10 rakietowych pocisków przeciwlotniczych ziemia-powietrze, które znaleziono w meczecie i w domach osób podejrzanych o przynależność do bojówek islamistycznych. 10 września 2013 w bombardowaniach kryjówek, zginęło dziewięciu rebeliantów. Dzień później w mieście Rafah przy granicy ze Strefą Gazy, doszło do wybuchu samochodu-pułapki w wyniku czego zginęło dziewięciu żołnierzy, a 17 zostało rannych.
Z kolei 7 października 2013, dzień po protestach w Kairze z okazji 40. rocznicy rozpoczęcia wojny Jom Kipur, islamscy bojownicy w mieście At-Tur w Południowym Synaju zdetonowano samochód pułapkę, zabijając pięciu policjantów i raniąc 50 innych osób. Z kolei w Ismailii dokonano ostrzału drogowego punktu kontrolnego w wyniku czego poległo dalszych sześciu żołnierzy. Kolejny atak bombowy islamistów nastąpił 10 października 2013, kiedy to zamachowiec samobójca wysadził w powietrze samochód-pułapkę w punkcie kontroli drogowej na południe od miasta Al-Arisz, w wyniku czego śmierć poniosło trzech żołnierzy i policjant.
20 listopada 2013, 10 egipskich żołnierzy jadących autobusem zginęło w zamachu samobójczym koło miasta Al-Arisz w północnej części Półwyspu Synaj. 26 listopada 2013 w potyczce na wschód od miasta Al-Arisz zginął Muhammad Husajn Muharib, jeden z dowódców islamistycznych.
Dwóch egipskich żołnierzy zginęło 20 grudnia 2013 w potyczce z bojownikami w północnej części Półwyspu Synaj.
27 stycznia 2014 doszło do pierwszego użycia rakiet typu ziemia-powietrze, którymi strącono wojskowy helikopter, zabijając cztery osoby. Do przeprowadzenia ataku przyznało się ugrupowanie Ansar Bajt al-Makdis (Ansar Jerusalem; „Stronnicy Jerozolimy”). Ugrupowanie to 5 września 2013 w Kairze, przeprowadziła pierwszy w historii Egiptu samobójczy zamach terrorystyczny, próbując (nieskutecznie) zabić ministra spraw wewnętrznych, Muhammada Ibrahima. 24 grudnia 2013 ugrupowanie dokonało ataku terrorystycznego za pomocą samochodu-pułapki w mieście Al-Mansura, zabijając 16 osób. Równo miesiąc później podobny zamach miał miejsce w Kairze. Od lipca 2013 grupa dokonała 200 ataków na terytorium Egiptu.
Nowa fala radykalizmu islamskiego wiązała się z przyjęciem 18 stycznia 2014 nowej konstytucji, która była bardziej liberalna niż ustawa zasadnicza z 2012. Konstytucja styczniowa nie zawierała nawiązań do prawa koranicznego, co otwarcie krytykowali islamiści. Pod koniec stycznia 2014 powołano kolejne islamistyczne ugrupowanie - Adżnad al-Misr („Wojownicy Egiptu”). Grupa pierwszego ataku dokonała 7 lutego 2014 w Gizie, raniąc sześciu funkcjonariuszy na posterunku policyjnym. Z kolei 16 lutego 2014 doszło do pierwszego ataku na turystów. Ansar Bajt al-Makdis w Tabie pod granicą z Izraelem zabiło trzech południowokoreańskich turystów i ich kierowcę. Następnie dżihadyści poradzili zagranicznym turystom opuścić Egipt, „zanim będzie za późno”. Wieczorem 19 lutego 2014, śmigłowce zbombardowały kryjówki rebeliantów, zabijając dziesięciu z nich.
19 marca 2014 dwóch egipskich żołnierzy zginęło w potyczce z dżihadystami w Delcie Nilu. W odwecie zabito sześciu bojowników Ansar Bajt al-Makdis.
9 kwietnia 2014 Departament Stanu USA uznał egipskie ugrupowanie Ansar Bajt al-Makdis za organizację terrorystyczną. 25 kwietnia 2014 egipskie wojsko ogłosiło, iż kompletnie kontroluję sytuację na Półwyspie Synajskim. 22 maja 2014 zabito lidera Ansar Bajt al-Makdis, Szadiego al-Manaja.
25 stycznia 2023 roku prezydent Egiptu Abd al-Fattah as-Sisi ogłosił zakończenie rebelii na obszarze Synaju.